# Thiery de Vaux

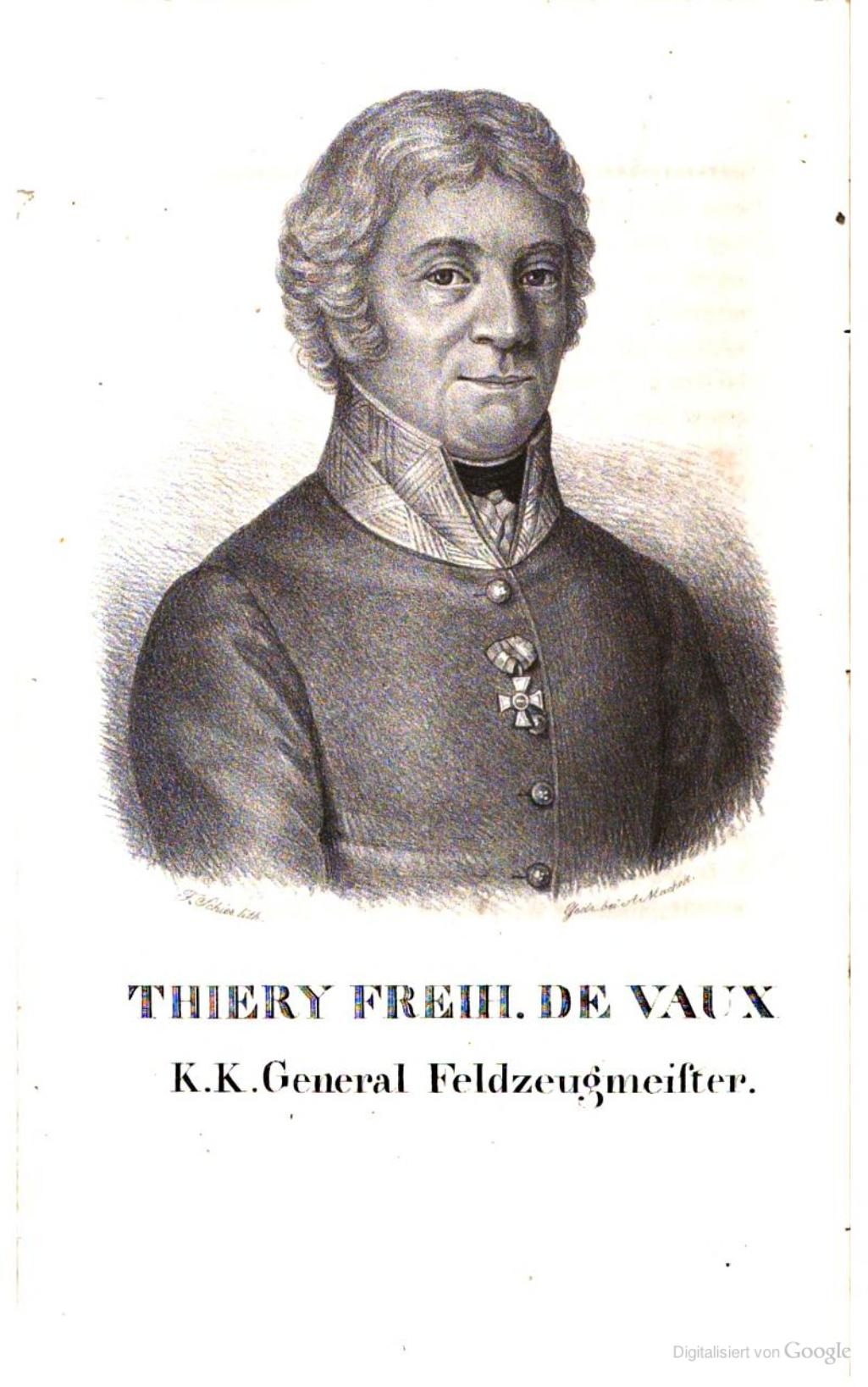
Thiery de Vaux (1748–1820)

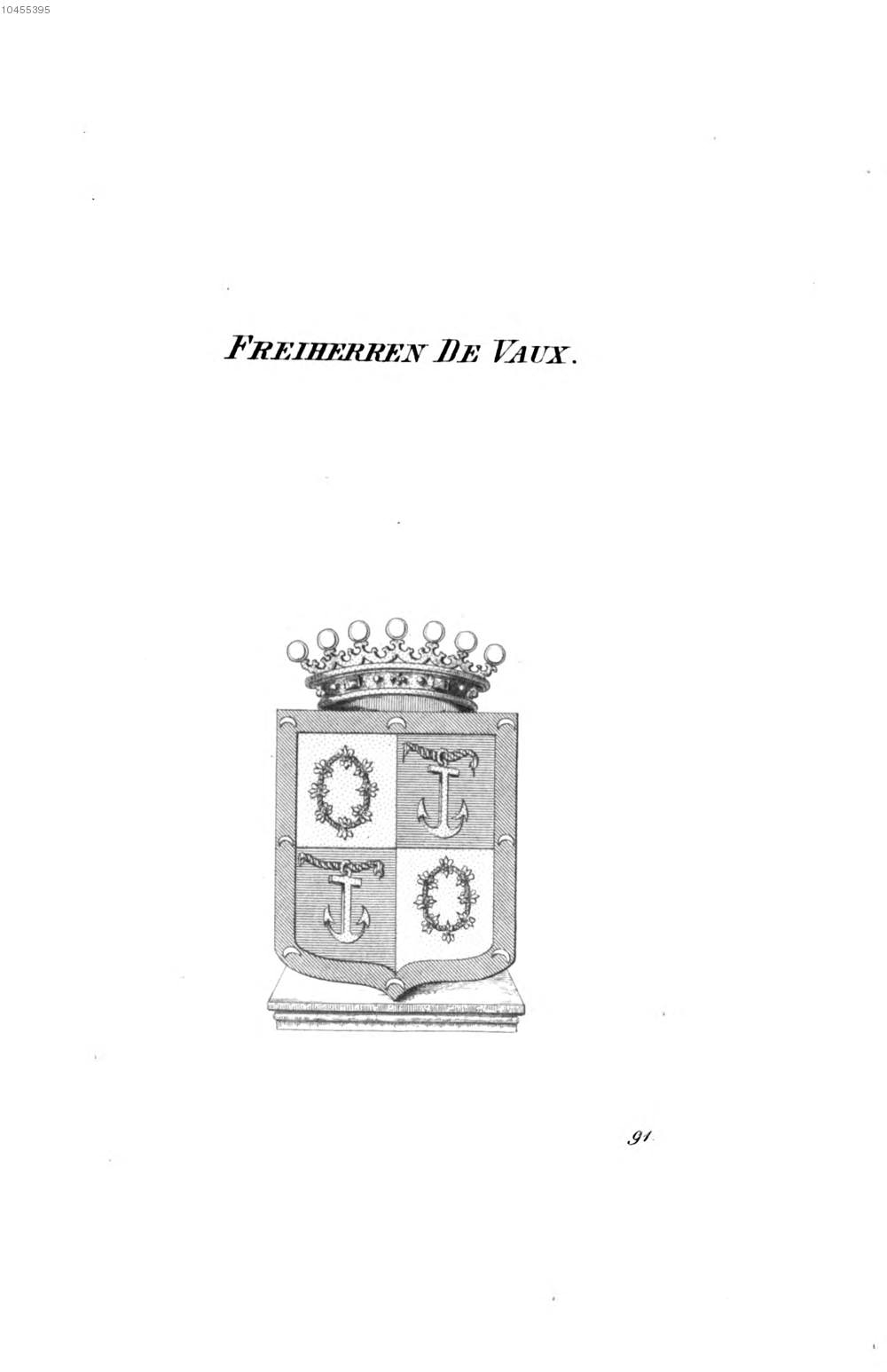
Österreichisches Wappen
Freiherr von Vaux

Chevalier (ab 1792 Freiherr) Thiery de Vaux (* 4. Juni 1748 in Petit-Failly; † 4. April 1820 in Wien) war ein österreichischer Feldzeugmeister.

## Leben
Er entstammt einer alten normannischer Familie aus Lothringen und besuchte die Ingenieursschule in Sedan und wurde am 20. September 1768 als Kadett im österreichischen Ingenieurkorps aufgenommen. Im Jahr 1773 wurde er Unterleutnant und 1778 Oberleutnant. Er war Teilnehmer im Bayrischen Erbfolgekrieg, wo er sich bei Mösskirch auszeichnete, indem er dort die Verschanzungen so geschickt baute, dass die preußischen Truppen sich am 10. Januar 1779 zurückziehen mussten. Das wurde am 19. Juni 1779 mit seiner Beförderung zum Stabshauptmann (Kapitän-Leutnant) belohnt. Nach dem Friedensschluss wurde er zum Ausbau der Festung Theresienstadt abkommandiert. Dort wurde er am 27. September 1780 Hauptmann.
Mit dem Ausbruch des Türkenkriegs 1788 wurde er zu Fürst Karl von Liechtenstein nach Kroatien versetzt. Unter Oberst von Lauer war er an der Belagerung von Türkisch-Dubiza beteiligt. Als am 26. August 1788 fällt die Festung. De Vaux liegt aber von einer Gewehrkugel im rechten Arm getroffen im Lazarett. Für seine Tapferkeit während der Belagerung wird er zum Major befördert und schon bei der Belagerung von Berbir vom 22. Juni bis 9. Juli ist er wieder dabei. Während der Belagerung von Belgrad 1789 kommt es zu einer Panik während eines Gegenangriffs der Türken, De Vaux wird wieder am rechten Arm verwundet, kann aber den Widerstand organisieren und den Angriff aufhalten. Dafür wird er 1789 mit dem Ritterkreuz des Maria-Theresia-Ordens belohnt und am 15. Oktober 1792 auch mit dem Titel Freiherr.
Nach Belgrad leitete er die Belagerung der Festung Türkisch-Czettin, hier war er einer der Ersten in der Bresche. Von hier wurde er nach als (Lokal-Genie-Direktor) nach Prag versetzt.
Als 1792 der erste Koalitionskrieg ausbrach, versuchten die Österreicher unter Fürst Hohenlohe-Kirchberg die Revolutionstruppen aus Thionville zu vertreiben, sollte de Vaux die Belagerung organisieren, aber er wurde am 5. September 1792 durch Splitter schwer an den Beinen verletzt, wovon er sich bis zum Dezember allerdings erholte. Er arbeitet dann an der Befestigung von Trier durch Schanzen zwischen Saar und Mosel. Der französische General Beurnonville musste wieder anziehen. Er war an der Blockade von Valenciennes beteiligt und führt am 25. Juni 1773 sogar den Sturm auf die Vorwerke. Danach kämpfte er in Le Quesnoy, in der Schlacht von Saultain, von Famars und Wattignies sowie bei der Blockade von Maubeuge. Für seine Verdienste wurde er am 15. August 1793 zum Oberstleutnant befördert.
1794 wurde er beauftragt die Verteidigung von Flandern zu verbessern. So entwarf er einen Plan für Verschanzungen bei Ostende und Nieuwpoort. Am 15. April sammelten sich die Alliierten um die Französische Armee aus Landrecies  und von der Sambre zu vertreiben.
In den folgenden Schlachten von Tournai, Charleroi und Fleurus konnte er sich wieder auszeichnen. Aber nach der katastrophalen Niederlage in Fleurus musste sich der österreichische Feldmarschall Josias von Sachsen-Coburg aus Belgien zurückziehen. Und De Vaux wurde zur Festung Jülich abkommandiert, um die Anlagen auf den neuesten Stand zu bringen.
Im Herbst 1795 wurde er aber beauftragt den französischen Brückenkopf in Neuwied zu sprengen. Er griff die Brückenschanze an und konnte ein doppelt so starke französische Einheit am 1. November 1794 zum Abzug zwingen.
Er entwarf auch die Befestigungen die zur Belagerung von Mannheim dienten. Der kommandierende General Montaigu ergab sich mit 9000 Mann am 23. November 1795. Danach durfte er das österreichische Lager bei Mainz entwerfen. Am 15. Mai 1796 erfolgte seine Beförderung zum Oberst. Er wurde nach Kehl kommandiert und war bis zum Fall von Kehl dort Ingenieur-Oberst. Während der Belagerung wurde er durch einen Schuss in das Gesicht verletzt. Nachdem sich die Franzosen vom rechten Rheinufer zurückgezogen hatten, wurde Vaux nach Wien zurückbeordert und erhielt die Leitung der Feld-Genie-Direktion der Italien-Armee. Er wurde mit dem Ausbau einiger Festungen beauftragt.

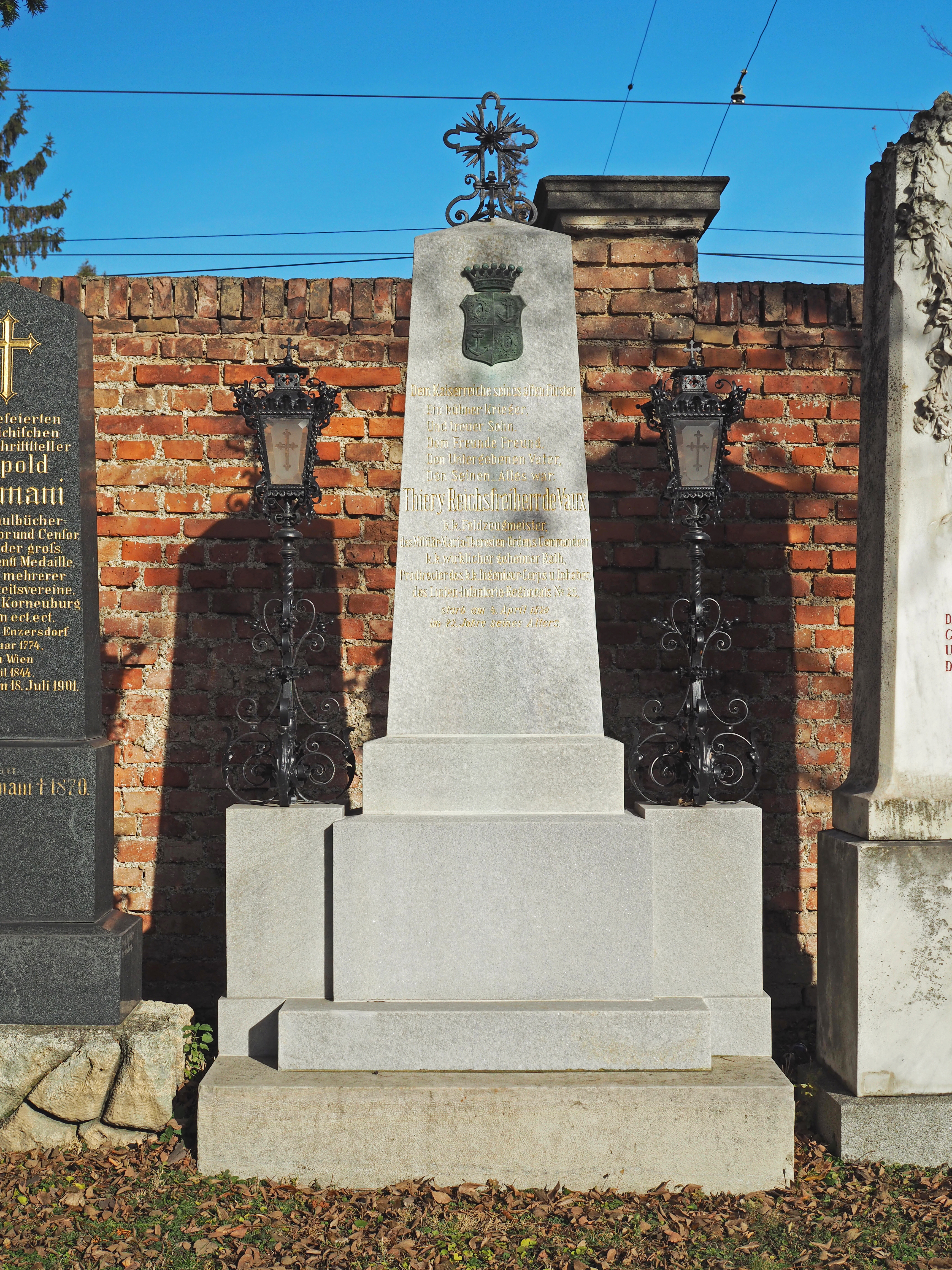
Ehrengrab von Thiery de Vaux auf dem Wiener Zentralfriedhof

Mit dem Zweiten Koalitionskrieg wurde er am 18. November 1799 zum Generalmajor ernannt. Als solcher kämpfte er am 3. Mai 1800 in der Schlacht bei Engen. AM 5. Juli wurde er Kommandeur der Truppen am unteren Inn, dann am ganzen Inn, aber schon am 10. August 1800 wurde er nach Tirol abkommandiert um die dortigen Festungen zu reparieren. Aber schon im September wurde er nach Deutschland zurück beordert. Er wurde vom Kaiser zum Feld-Genie-Direktor in Deutschland ernannt und nahm an den Schlachten von Hohenlinden und Salzburg teil.
Nach dem Ende des Kriegs im Jahr 1801 wurde er in das Haupt-Genie-Amt berufen. Insbesondere die Befestigungen in Tirol musste erneuert werden. Er wurde am 18. August 1801 auch zum Kommandeur des Maria-Theresia-Ordens erhoben.
Als es 1805 im Dritten Koalitionskrieg kam, wurde er Feld-Genie-Direktor in Italien. Nach der schnellen Niederlage Österreichs und dem Friedensschluss wurde Vaux nach Wien zum Kaiser beordert, von wo er den Kaiser auf Reisen begleitete. Am 31. Dezember 1806 erhielt er vom Kaiser das Infanterie-Regiment Nr. 45 und am 2. Mai 1807 wurde er Feldmarschallleutnant. Am 20. Februar 1809 erhielt er die Position der Feld-Genie-Prodirektors der Armee (Stellvertretender Leiter des Ingenieurskorps).
Im Fünften Koalitionskrieg geriet er bei der Kapitulation von Wien in Gefangenschaft, wurde zunächst auf Ehrenwort nach Wien entlassen und später gegen den Bayrischen Generalleutnant Kenkel ausgetauscht. 1810 erhielt er das Infanterie-Regiment Nr. 25, da das Infanterie-Regiment Nr. 45 – wegen der Übergabe des Wehrbezirks an Bayern – aufgelöst wurde.
Am 6. September 1813 wurde er noch Feldzeugmeister und am 28. Juni 1817 Geheimrat. Er starb am 4. April 1820. Sein Ehrengrab befindet sich auf dem Wiener Zentralfriedhof (Tor 2, Gruppe 0, Reihe 1, Nr. 29).

## Familie
Er war seit 1798 mit Thérèse Verbeck du Château (* 10. August 1767) verheiratet. Das Paar hatte mehrere Kinder:
- Leonhard (* 14. Januar 1800; † 22. Februar 1856) ⚭ 1828 Wilhelmine von Heusenstamm zu Heißenstamm und Gräfenhausen (* 9. Juni 1809)
- Maria Luise (* 11. April 1802)
- Ludwig (* 8. August 1805; † 20. Mai 1861) ⚭ 1831 Freiin Amalie von Wernhardt (* 18. Januar 1812; † 16. Februar 1873), Tochter von Paul von Wernhardt